# Jean-Pierre Gourmelen
Jean-Pierre Gourmelen (Parigi, 8 gennaio 1934) è un fumettista francese.
È noto soprattutto per aver creato nel 1970 la serie western Mac Coy insieme al disegnatore spagnolo Antonio Hernández Palacios. Del personaggio furono pubblicati in totale ventuno albi presso l'editore Dargaud. In Italia è stato pubblicato sulla rivista L'Eternauta.
Nel 1973 crea la serie, ancora di genere western, Nevada Hill, per i disegni di Guido Buzzelli.